# Брец, Грег
Гре́гори «Грег» Брец (англ. Gregory "Greg" Bretz; род. 19 декабря, 1990 года, Анахайм, штат Калифорния,  США) - американский сноубордист, выступающий в хафпайпе.
- Участник Зимних Олимпийских игр 2010 (хафпайп - 12 место);
- Победитель и призёр этапов Кубка мира по сноуборду в хафпайпе.